# WTA Nürnberg

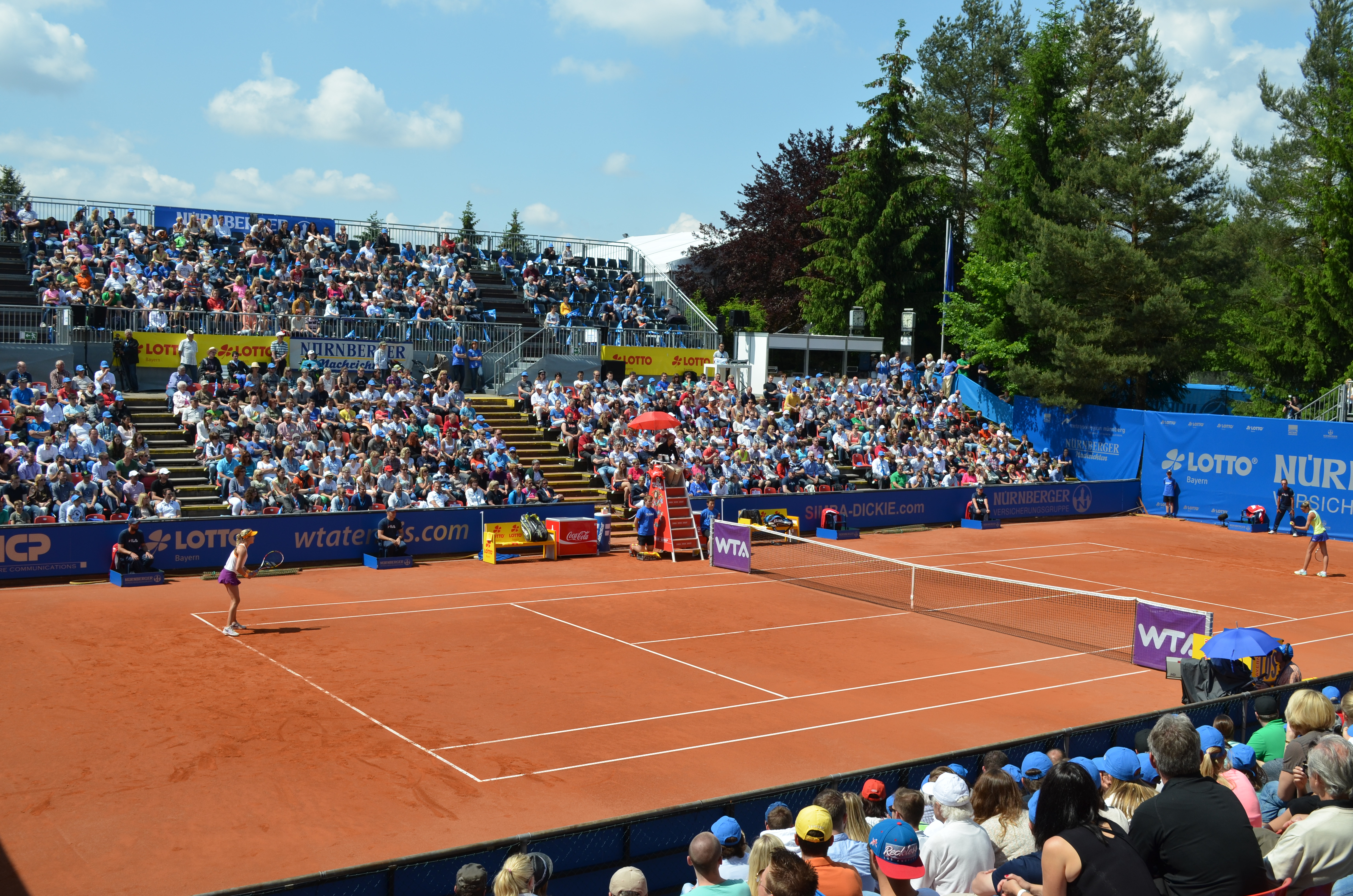
Centercourt des 1. FCN Tennis 2014 am Finaltag des Nürnberger Versicherungscup bei der Partie von Eugenie Bouchard gegen Karolína Plíšková

Das WTA-Turnier von Nürnberg (offiziell: Nürnberger Versicherungscup) war ein Tennisturnier der WTA Tour, das von  2013 bis 2019 in Nürnberg ausgetragen wurde. Das Sandplatzturnier fand traditionell in der Woche vor Beginn der French Open statt. Ausgetragen wurde das Turnier auf der Anlage des Tennis-Club 1. FC Nürnberg. Sponsor des Turniers, das im Tourkalender das Turnier von Barcelona ersetzt hat, war die Nürnberger Versicherung. Im Februar 2019 hat die Nürnberger Versicherung angekündigt, nach der Auflage des Turniers von 2019, ihr Engagement zu beenden. Nach dem Verlust der Hauptsponsors wurde im Januar 2020 die Abgabe der WTA-Turnierlizenz aufgrund finanzieller Probleme bekanntgegeben. Nach Angabe von Turnierdirektorin Sandra Reichel hat man bis zuletzt versucht, das Turnier in Nürnberg zu halten. Letztlich war es eine „alternativlose Entscheidung“.
Das Turnier sollte in Deutschland verbleiben. Eine Gesellschaft um den früheren Manager des Eishockeyclubs der Kölner Haie, Oliver Müller, hatte nach eigenen Angaben die Lizenz für das Damen-Turnier erworben. Es sollte erstmals im Mai 2021 am neuen Standort im Rheinland ausgetragen werden. Durch unerwartete Komplikationen bei der neuen Lizenzgesellschaft, eine schwere Erkrankung eines Mitglieds, war eine Austragung 2020 nicht möglich. Es kämen einige Austragungsorte in der Region in Frage, aber eine Entscheidung war noch nicht getroffen. Insider rechneten damit, dass das Turnier nach Köln verlegt wird. Im Mai 2021 wurden die Cologne Open in Köln aufgrund der COVID-19-Pandemie abgesagt. Im Februar 2022 kam das Aus für ein WTA-Turnier in der Stadt am Rhein. Die Turnierlizenz wurde weiterverkauft. Der neue Inhaber der Lizenz plant nicht, das Turnier in Deutschland stattfinden zu lassen.

## Siegerliste

### Einzel
| Jahr                         | Siegerin         | Finalgegnerin        | Ergebnis       |
| ---------------------------- | ---------------- | -------------------- | -------------- |
| ↓ Kategorie: International ↓ |                  |                      |                |
| 2013                         | Simona Halep     | Andrea Petković      | 6:3, 6:3       |
| 2014                         | Eugenie Bouchard | Karolína Plíšková    | 6:2, 4:6, 6:3  |
| 2015                         | Karin Knapp      | Roberta Vinci        | 7:65, 4:6, 6:1 |
| 2016                         | Kiki Bertens     | Mariana Duque Mariño | 6:2, 6:2       |
| 2017                         | Kiki Bertens     | Barbora Krejčíková   | 6:2, 6:1       |
| 2018                         | Johanna Larsson  | Alison Riske         | 7:64, 6:4      |
| 2019                         | Julija Putinzewa | Tamara Zidanšek      | 4:6, 6:4, 6:2  |

### Doppel
| Jahr                         | Siegerinnen                            | Finalgegnerinnen                            | Ergebnis          |
| ---------------------------- | -------------------------------------- | ------------------------------------------- | ----------------- |
| ↓ Kategorie: International ↓ |                                        |                                             |                   |
| 2013                         | Ioana Raluca Olaru Walerija Solowjewa  | Anna-Lena Grönefeld Květa Peschke           | 2:6, 7:63, [11:9] |
| 2014                         | Michaëlla Krajicek Karolína Plíšková   | Ioana Raluca Olaru Shahar Peer              | 6:0, 4:6, [10:6]  |
| 2015                         | Chan Hao-ching Anabel Medina Garrigues | Lara Arruabarrena Vecino Ioana Raluca Olaru | 6:4, 7:65         |
| 2016                         | Kiki Bertens Johanna Larsson           | Shūko Aoyama Renata Voráčová                | 6:3, 6:4          |
| 2017                         | Nicole Melichar Anna Smith             | Kirsten Flipkens Johanna Larsson            | 3:6, 6:3, [11:9]  |
| 2018                         | Demi Schuurs Katarina Srebotnik        | Kirsten Flipkens Johanna Larsson            | 3:6, 6:3, [10:7]  |
| 2019                         | Gabriela Dabrowski Xu Yifan            | Sharon Fichman Nicole Melichar              | 4:6, 7:65, [10:5] |